# International Society of Protistologists
L’International Society of Protistologists (que l'on peut traduire en français par : Société internationale des protistologues, encore abrévié en ISOP) est une société savante internationale.
La société a été établie pour encourager et faciliter le développement de la recherche en microbiologie des organismes eucaryotes unicellulaires ou protistes. Elle organise des rencontres scientifiques périodiques et édite la revue Journal of Eukaryotic Microbiology, ex-Journal of Protozoology.

## Historique

### Présidents
- Patrick J. Keeling (2022-2023)
- Matthew W. Brown (2021-2022)
- Gaytha A. Langlois (2019-2021)
- Chris Lane (2018-2019)
- David Bass (2017-2018)
- John Dolan (2016-2017)
- Virginia Edgcomb (2015-2016)
- Frederick Speigel (2014-2015)
- C. Graham (2013-2014)
- John Clamp (2012-2013)
- Sina Adl (2011-2012)